# 524607 Davecarter
524607 Davecarter è un asteroide areosecante. Scoperto nel 2003, presenta un'orbita caratterizzata da un semiasse maggiore pari a 2,2083370 au e da un'eccentricità di 0,2768040, inclinata di 3,56097° rispetto all'eclittica.